# Fahrdorf
Fahrdorf (en danois: Fartorp, Farup, Fardrup) est une commune de l'arrondissement de Schleswig-Flensbourg, Land de Schleswig-Holstein.

## Géographie
La commune se situe sur la Schlei. Elle comprend le quartier de Loopstedt sur la Haddebyer Noor.
Elle a perdu sa forme de village-rue avec le développement de la Bundesstraße 76 au sud.

## Histoire
La première mention écrite du village date de 1575 sous le nom de "Vardorp" (village au point de passage). Au Moyen Âge, le territoire est la propriété du couvent Saint-Jean de Schleswig.
Selon une légende danoise, saint Christophe aurait porté l'enfant Jésus sur ses épaules pour lui faire traverser la Schlei jusqu'à Schleswig.
Entre 1780 et 1800, le village est divisé par la frontière du duché de Schleswig. Après la guerre des Duchés en 1864, le village est réuni dans la Prusse.
En 1957, on décide d'un cimetière pour réunir tous les morts de la Seconde Guerre mondiale.

## Source, notes et références
- (de) Cet article est partiellement ou en totalité issu de l’article de Wikipédia en allemand intitulé « Fahrdorf » (voir la liste des auteurs).